# 디지털 미디어 시티 랜드마크 빌딩
디지털 미디어 시티 랜드마크 빌딩(신조어:서울 라이트타워(영어: Digital Media City Landmark Building) 또는 DMC 랜드마크 빌딩(시행사 밀레니엄빌더 최혁대표), 서울 라이트, 라이트 타워는 대한민국 서울특별시 마포구 상암동 디지털 미디어 시티에 건립이 계획되었던 빌딩으로, 2015년 완공을 목표로 2009년 10월 16일 기공식을 하였다. 최초 계획대로 완공되었다면 이 건물은 133층 640.4미터 규모로 아랍에미리트에 있는 부르즈 할리파에 이어 세계에서 두 번째로 높은 건물이 될 것이다. 그러나 2012년 6월 사업자인 서울라이트타워 주식회사의 토지 대금 연체로 서울시는 부지 매매계약을 해제하였고, 랜드마크 빌딩 건립은 중단되었다. 이후 2012년 9월 서울시는 새로운 사업자를 선정하여 개발 사업을 재추진하겠다고 밝혔다.

## 역사
랜드마크 건물의 마스터 플랜은 새 천년기가 시작된 2000년에 완성되었다. 음악에서 애니메이션, 컴퓨팅 회사에 이르기까지 모든 디지털 컨텐츠가 수용되는 곳의 중심에 서도록 설계되었다. 서울 서부에 위치한 마포구 상암동, 랜드마크 건물은 인접 서울 월드컵 경기장 한국과 일본의 공동이 주최 2002년 FIFA 월드컵에 사용, 세계 최초의 하이테크 단지인 2002년에 시작된 DMC 프로젝트의 하이라이트가 될 것이다.
2004년 6월 1일, 서울시는 DMC 랜드 마크 빌딩의 개발업자와 이해 관계자가 토지 (롯트 또는 롯트)를 구매 및 개발하도록 초청하기 시작했다.
2008년 1월 서울시는 랜드마크 빌딩 건립 계획과 관련하여 기업들이 공개 경쟁에서 제안서를 제출하도록 초청했다.
2008년 4월 133층짜리 상암DMC 랜드마크 빌딩 추진 계획이 있었다.
2008년 6월 서울 랜드마크 컨소시엄 (한국교원공제회, 산업은행, 기업은행, 하나은행, 농협, 우리은행, 대우, 대림, 밀레니엄빌더, LG전자, CJ그룹 등 23개 기업으로 구성)이 프로젝트의 우선협상자로 선정되었다.
2009년 3월 행사는 서울시장이 기간 동안 서울 플라자 호텔에서 열린 오세훈과 DMC 랜드마크 빌딩 프로젝트에 참여하는 23개 사업 협력에 관한 협정을 체결했다. 이 의식에서 DMC 랜드마크 빌딩의 기본 계획이 발표되었다.
2009년 8월 16일, DMC Landmark Building은 "새로운 천년을 선도하는 빛"과 LED 레이저 성능을 주제로 한 획기적인 사업을 시작했다. 오세훈 서울시장, 25명의 비즈니스 리더와 1,000명의 관련 직원들이이 행사에 참석했다. 시장은 디지털 미디어 시티 (Digital Media City)가 내일의 라이프 스타일을 살아가는 실험실로 사용할 전체 커뮤니티를 세계에 제공할 것이라고 칭찬함으로써 이 행사를 열었으며, 생태 공원, 호수, 언덕 및 하천을 포함한 강변의 공원 지역에 설치될 것이다. 21세기 도시 사람이 자연과 공존할 수 있다는 고무적인 증거를 제공하여 두 사람이 상호 이익을 얻다.
2012년에 경기불황을 이유로 사업성개선을 요구한 시행사측의 조건을 박원순시장이 받아주질 않아 중단되었다.
2015년 50층으로 3년 만에 재추진을 한다고 한다. 그러나 2016년 디자인이 변경되면서 층수는 지상 71층, 지하 7층이다. 2020년 기사에 따르면 100층 랜드마크가 들어선다고 보도했다.
2021년 서울특별시장 재보궐선거에서 오세훈 후보가 당선되면서 재추진 탄력을 받고 있다.

## 건축 및 디자인

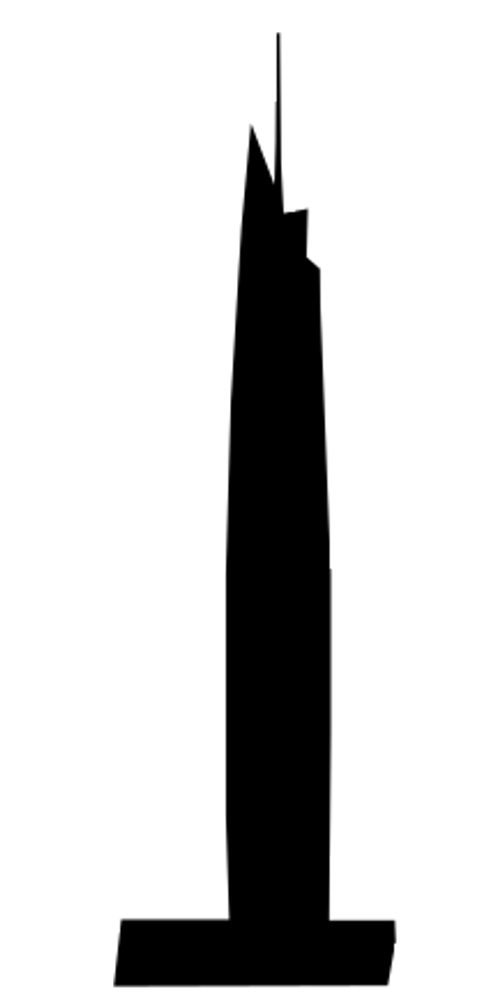
디지털 미디어 시티 랜드마크 빌딩

원래 690m(2,264ft) 높이로 올라가는 각도 트윈 타워로 설계된 최종 디자인은 서울의 위상을 나타내는 "서울 웨이브" 의 컨셉을 특징으로하는 곡선형 디자인으로 더욱 변화되었다. 세계화, 문화 및 환경의 도시로 또한 남산의 연기 신호 역 (Smoke-Signal Station)의 역사적인 의미와 이미지, 또는 통신의 전통적인 측정 수단인 산의 등대를 현대의 통신 수단을 상징하는 "빛"의 흐름으로 바꾼다. 디지털 산업. 등대를 닮은 이 건물의 외관은 "새로운 천년을 이끌어가는 빛"이라는 비전을 표현하는 것을 목표로 한다.
DMC 랜드마크 빌딩의 세가지 주요 개념은 디지털 미디어, 에코 디자인 및 인간 문화다. 이런 이유로, 그것은 또한 공식적으로 디지털 미디어 시티 랜드마크 빌딩으로 지명되기 전에 서울 라이트라고 불렀다.
건물의 외관은 전통적인 한국 주택의 창문을 연상시키는 스타일로 만들어져야 한다. 이 디자인은 다양한 색상의 빛을 방출하는 4만개의 LED 패널을 포함하는 외부 수퍼 스킨의 설치를 규정한다.
심장 부분이 비어있는 건물 의 대나무형 구조물은 3배 굴곡에 대한 저항력을 증가시켜 바람에 의한 지진 및 진동에 대한 구조적 안정성을 향상시킨다.
랜드마크 건물의 녹색 옥상은 단열 효과를 가져온다. 건물 표면에 자동 환기 창을 설치하면 신선한 공기를 공급하고 상당한 에너지를 절약 할 수 있다. 건물에 설치된 거울은 햇빛을 낮은 마루로 향하게 한다. 즉,의 사용과 함께 지열열 및 태양광 건물의 측벽을 사용하여 생성 시스템, 가능 상당한 에너지를 절약 할 수 있도록 한다.

## 특징
주요 하이테크 기업 중 LG전자는 DMC 랜드마크 빌딩에 가장 큰 관심을 보였고 LG텔레콤과 LG CNS와 함께 본사를 완공하면서 본사를 새 건물로 이전하여 새로운 'LG 타운' 서울 남동쪽에 최근 지어진 삼성타운과 비슷하다.
정치적으로 이 프로젝트는 86,000개의 새로운 일자리를 창출하고 11조원의 생산 유도와 함께 한국의 새로운 상징적인 아이콘을 설정하고 국가 이미지를 개선하며 국제 관광객과 외국인 투자자를 유치함으로써 한국 경제를 크게 향상시킬 것으로 기대된다.

## 시설

### 주요 시설

#### 전망대
만약 지어지면 132층 ~ 133층에 전망대가 생긴다.

#### 대화형 수족관
10,000 평방 미터 (1만 1천 평방 피트)의 DMC 랜드마크 빌딩 안에 있는 쌍방향 수족관은 그 종류 중 가장 큰 것이다. 기존의 수족관과는 달리, 완전히 상호 작용하고 방문자가 완전히 상호 작용할 수 있도록 최신 하이테크 기술과 결합된다. DMC 랜드마크 빌딩에 대한 최초의 외국인 직접 투자이며 향후 5년간 약 10억 달러가 투자된다. 2009년 7월 1일 서울시장은 미국 기반의 아크릴 탱크 제조(ATM)와 수족관 건설 계약을 체결했다. 라스베이거스에 본사가 있고, ATM은 100년 동안 대규모 수족관을 건설한 경험이 있으며 이미 두바이 아틀란티스 호텔 수족관과 시애틀 수중 돔을 건설했다.

### 내부 시설
다음은 디지털 미디어 시티 랜드마크 빌딩의 내부 시설이다.
| 층수           | 시설                                                        |
| -------------- | ----------------------------------------------------------- |
| 132층 ~ 133층  | 전망대, 미디어 아트 센터                                    |
| 131층          | 방송시설                                                    |
| 128 ~ 130층    | 공연레스토랑                                                |
| 109층 ~ 127층  | 6∼8성급 세계 최고 높이의 초특급 호텔                        |
| 85층 ~ 108층   | 가족호텔                                                    |
| 46층 ~ 84층    | 공동주택                                                    |
| 9층 ~ 45층     | 오피스텔                                                    |
| 1층 ~ 8층      | 백화점, 쇼핑몰, 컨벤션센터                                  |
| 지하 1층 ~ 1층 | 아쿠아리움, 유비쿼터스체험관,디지털미디어체험관, 기업홍보관 |

## 같이 보기
- 63빌딩
- 롯데월드타워
- 마천루 목록
- 서울특별시의 마천루 목록
- 대한민국의 마천루 목록
- 아시아의 마천루 목록
- 100층 이상의 마천루 목록